# تاريخ العراق الحديث
بعد انتهاء الحرب العالمية الأولى، انتقل العراق من سيطرة الدولة العثمانية إلى الانتداب البريطاني. أسس البريطانيون المملكة العراقية في عام 1932. قامت ثورة 14 تموز 1958 وترتب على ذلك عزل الملك وإعلان تأسيس الجمهورية العراقية. نظّم حزب البعث انقلابًا عسكريًا والذي تعرض بدوره لانقلاب عسكري آخر في السنة ذاتها، لكنه تمكن من استعادة زمام الحكم في 1968. تسلم صدام حسين الحكم في عام 1979 وحكم العراق لما تبقى من سنوات القرن العشرين، وذلك خلال كل من الحرب العراقية الإيرانية في ثمانينيات القرن العشرين، واجتياح الكويت وحرب الخليج التي امتدت من 1990 إلى 1991، والحصار الدولي على العراق في تسعينيات القرن العشرين. أُزيل صدام من الحكم بعد الغزو الأمريكي للعراق في 2003.

## الانتداب البريطاني
استمر حكم العثمانيين للعراق حتى الحرب العالمية الأولى، وذلك بعد اصطفافهم مع ألمانيا وقوى المركز. غزت القوات العسكرية البريطانية العراق خلال حملة بلاد الرافدين ضد قوى المركز، لكنها تلقت هزيمة شديدة على أيدي الجيش التركي في معركة حصار الكوت (1915- 1916). أعادت القوات البريطانية تنظيم صفوفها واستولت على العاصمة بغداد في عام 1917. عُقد اتفاق هدنة بين الطرفين في عام 1918.
اقتُطع العراق من الإمبراطورية العثمانية من قبل الفرنسيين والبريطانيين تنفيذًا لبنود اتفاقية سايكس بيكو. وُقعت اتفاقية سايكس بيكو السرية بين المملكة المتحدة وفرنسا وبموافقة الإمبراطورية الروسية، وذلك لتحديد مناطق نفوذ وسيطرة كل من هذه الدول في مناطق غرب آسيا بعد السقوط المحتمل للإمبراطورية العثمانية خلال الحرب العالمية الأولى. أُبرمت هذه الاتفاقية في 16 مايو من عام 1916. دخلت أرض ما بين النهرين تحت انتداب عصبة الأمم تحت سيطرة البريطانيين في 11 نوفمبر من عام 1920 وأُطلق عليها اسم «العراق».
فرضت بريطانيا الحكم الملكي الهاشمي على العراق ورسمت الحدود الإقليمية فيه دون الأخذ بنظر الاعتبار التنوع السياسي والعرقي والديني في البلاد، وخصوصًا الأكراد والآشوريين في شمال العراق. قاتل الشيعة والأكراد لتحقيق الاستقلال أثناء فترة الاحتلال البريطاني للعراق.
استبدلت بريطانية أرنولد ويلسون في أكتوبر 1920 بالمفوض المدني الجديد السير بيرسي كوكس، وذلك بعد تصاعد التكاليف والانتقادات العلنية من قبل بطل الحرب توماس إدوارد لورنس في جريدة التايمز. تمكن كوكس من إخماد الثورة، وفي الوقت ذاته، كان مسؤولًا عن تنفيذ السياسة المشؤومة في التعاون الوثيق مع الأقلية السنية في العراق.
خلال فترة الانتداب وما بعدها، دعمت بريطانيا القيادات السنية التقليدية (مثل شيوخ العشائر) بدلًا من الحركة القومية النامية ذات القاعدة الحضرية. منح قانون تسوية الأراضي الحق لشيوخ العشائر في تسجيل الأراضي القبلية المشتركة بأساميهم الخاص. منحت اللوائح القانونية الخاصة بالنزاعات القبلية الشيوخ سلطةً قضائية، في حين ظُلم ساكنو الأراضي بسبب قانون حقوق وواجبات الفلاحين لعام 1933، والذي منعهم من ترك الأرض قبل دفع جميع ديونهم إلى مالك الأرض. لجأ البريطانيون إلى القوة العسكرية عند إحساسهم بوجود تهديد لمصالحهم، تمامًا كما حصل في ثورة رشيد عالي الكيلاني في عام 1941. أدت هذه الثورة إلى غزو بريطانيا للعراق باستخدام قوات من جيش الهند البريطاني ومن الجيش العربي القادم من الأردن.

## المملكة العراقية
أصبح الأمير فيصل، وهو قائد العرب في ثورتهم ضد السلطان العثماني خلال الحرب العظمى وفردٌ من العائلة الهاشمية السنية المنحدرة من مكة، أول ملك للدولة الجديدة. حصل على العرش بدعم جزئي من توماس إدوارد لورنس. على الرغم من إضفاء الشرعية على الملكية وإعلانه ملكًا وفقًا لتصويت شعبي في عام 1921، فلم يحصل العراق على الاستقلال الاسمي حتى عام 1932، وذلك عند انتهاء الانتداب البريطاني رسميًا.
في عام 1927، اكتُشفت حقول نفطية ضخمة بالقرب من كركوك ما ساهم في تحسين اقتصاد البلاد. مُنحت حقوق استكشاف هذه الحقول النفطية إلى شركة نفط العراق والتي كانت شركة نفط بريطانية على الرغم من اسمها الذي يوحي بأنها عراقية. خَلَف الأمير غازي والده الملك فيصل الأول كملك للعراق في ديسمبر من عام 1933. استمرت فترة حكم الملك غازي لخمس سنوات ونصف السنة. أعلن السيادة العراقية على الكويت. اصطدم الملك غازي بعمود للإنارة أثناء قيادته للسيارة بسبب تهوره وتوفي في 3 أبريل من عام 1939. تسلم ابنه الأمير فيصل العرش بعد وفاته.
كان الملك فيصل الثاني (1935- 1958) الابنَ الوحيد للملك غازي الأول وزوجته الملكة عالية. بلغ عمر الملك الجديد أربع سنوات عنده وفاة والده. أصبح خاله عبد الإله بن علي الهاشمي وصيًا على العرش (من أبريل 1939 إلى مايو 1953). غيّر تعيين عبد الإله كوصي على العرش من التوازن الهش بين كل من القصر وجهاز الضباط والنخبة السياسية المدنية والبريطانيين. اختلف تفكير عبد الإله عن زوج أخته المتوفى في أنه كان أكثر تحملًا للوجود البريطاني المستمر في العراق. في الواقع، كان عبد الإله متحمسًا بشكل إيجابي في بعض المحاور التي تخص العلاقة مع بريطانيا العظمى، وكان يراها كواحدة من الضمانات الأساسية لاستمرار العائلة الهاشمية المالكة. تشير توجهاته هذه إلى عدم توافقه مع ضباط الجيش من العرب القوميين وقد اعتبرهم من حديثي النعمة وغير جديرين برعايته.
في عام 1945، انضم العراق إلى الأمم المتحدة وأصبح واحدًا من الأعضاء المؤسسين لجامعة الدول العربية. في الوقت ذاته، قاد القائد الكردي مصطفى برزاني ثورة ضد الحكومة المركزية في بغداد. بعد فشل هذه الثورة، هرب برزاني ورفقاؤه إلى الاتحاد السوفيتي.
في عام 1948، دخل العراق في حرب 1948 العربية الإسرائيلية برفقة عدد من أعضاء جامعة الدول العربية وذلك من أجل الدفاع عن الحقوق الفلسطينية. لم يكن العراق طرفًا في اتفاقية وقف إطلاق النار الموقعة في مايو 1949. كان للحرب أثر سلبي على الاقتصاد العراقي. اضطرت الحكومة العراقية إلى تخصيص 40 بالمئة من أموال الدولة لتسليح الجيش ولدعم اللاجئين الفلسطينيين. انخفضت رسوم إيرادات النفط المدفوعة للعراق إلى النصف بعد قطع خط الأنابيب المتجه إلى مدينة حيفا الفلسطينية.
وقع العراق على حلف بغداد في عام 1956. نتج عن توقيع هذا الحلف تحالف كل من العراق وتركيا وإيران وباكستان والمملكلة المتحدة. اتخذ هذا التحالف من بغداد مقرًا رئيسيًا له. مثل هذا الحلف تحديًا مباشرًا للرئيس المصري آنذاك جمال عبد الناصر. أطلق الرئيس جمال عبد الناصر حملة إعلامية مضادة تشكك بشرعية الحكم الملكي في العراق، وذلك كرد فعل منه على توقيع هذا الحلف.
في فبراير من عام 1958، اقترح الحسين بن طلال ملك الأردن والوصي على العرش عبد الإله اتحاد العوائل الهاشمية المالكة لمجابهة الاتحاد المصري السوري المشكل حديثًا. أراد رئيس الوزراء آنذاك نوري السعيد إشراك الكويت في الاتحاد المقترح للعوائل العربية الهاشمية. دُعي حاكم الكويت الشيخ عبد الله إلى بغداد لمناقشة مستقبل الكويت. تسببت هذه السياسة بدخول العراق في صراع مباشر مع بريطانيا، والتي لم ترغب بمنح الاستقلال لدولة الكويت. في تلك الفترة، وجدت المملكة نفسها معزولة تمامًا عن الدعم البريطاني. تمكن نوري السعيد من احتواء السخط المتصاعد من خلال اللجوء إلى القمع السياسي الشديد.

## الحرب مع إيران
بدأت الحرب العراقية الإيرانية (حرب الخليج الأولى) في عام 1980 بسبب توتر العلاقات بين العراق وإيران بعد الثورة الإسلامية في إيران عام 1979، حيث كانت هناك خلافات حدودية وأوضاع سياسية مضطربة في إيران. وقد زادت الأوضاع تعقيدًا بفعل تدخلات وتحريض القوى الاستعمارية والصهيونية، بالإضافة إلى رغبة العراق في بناء "الجبهة الشرقية" لمواجهة الأطماع الصهيونية بعد خروج مصر من الصراع العربي الإسرائيلي عقب اتفاقية كامب ديفيد. استمرت الحرب نحو ثماني سنوات، وكانت من أبرز نتائجها استنزافًا كبيرًا لموارد البلدين البشرية والاقتصادية، فضلاً عن تدهور علاقات العراق الإقليمية والدولية، وظهور بوادر التوتر مع الكويت بعد الحرب. 